# Iosif Nagowicyn
Iosif Aleksiejewicz Nagowicyn (ros. Иосиф Алексеевич Наговицын; ur. 6?/18 września 1888 we wsi Omutnica w guberni wiackiej, zm. 21 listopada 1937 w Mischorze w Krymskiej ASRR) – radziecki polityk.

## Życiorys
W 1904–1905 uczył się w szkole rolniczej w Wiatce, z której został usunięty, w 1905 wstąpił do SDPRR, bolszewik, w 1907 aresztowany, 1909 zwolniony. W 1909 ponownie aresztowany, skazany na zesłanie do guberni jenisejskiej, skąd 1913 zbiegł i wyemigrował – przebywał kolejno w Niemczech, Belgii, Francji, W. Brytanii i Szwajcarii.
W 1918 wrócił do Rosji, 1919 kierownik sekcji Centralnej Szkoły Pracy Radzieckiej i Partyjnej, od 1919 do stycznia 1921 kierownik wydziału i przewodniczący Komisariatu ds. Wotiaków (Udmurtów) Ludowego Komisariatu ds. Narodowości RFSRR, od 25 stycznia do 16 lipca 1921 przewodniczący Wotskiego (Udmurckiego) Komitetu Wojskowo-Rewolucyjnego. Od 21 lipca 1921 do sierpnia 1925 przewodniczący Komitetu Wykonawczego Rady Obwodowej Wotskiego Obwodu Autonomicznego, od sierpnia 1925 do maja 1926 członek Kolegium Ludowego Komisariatu Oświaty RFSRR i przewodniczący Rady ds. Oświaty Mniejszości Narodowych, od 10 maja 1926 do sierpnia 1937 ludowy komisarz ubezpieczeń społecznych RFSRR, następnie przebywał na leczeniu na Krymie, tam zmarł.